# Norma Aleandro
Norma Aleandro   (Buenos Aires, 2 de maig de 1936) és una actriu, guionista i directora de teatre argentina. Va protagonitzar La historia oficial (1985), la primera pel·lícula argentina a guanyar l'Oscar a la millor pel·lícula estrangera l'any 1986, per la qual ella va guanyar el premi del Festival de Cannes a la millor actriu. Pel seu paper aan Gaby: a True Story (1989) es va convertir en la primera actriu argentina a ser nominada a l'Oscar. Va tenir també petits rols en pel·lícules de Hollywood com Cousins (1989), Un home en guerra (1991) i The City Of Your Final Destination (2009).

## Biografia
Filla dels actors Pedro Aleandro i María Luisa Robledo, i germana petita de María Vaner, fa els seus primers papers amb nou anys en el teatre Smart, amb els seus pares. Més tard va integrar l'elenc de Las dos carátulas, per a Ràdio Nacional i després, realitzant teatre independent a l'Instituto de Arte Moderno, va debutar en el cinema el 1957 amb La muerte en las calles, de Leo Fleider i el 1959 va participar en el cicle televisiu Historias de jóvenes, on va realitzar diversos personatges. En teatre va actuar en obres d'Eurípides, Molière, Lope de Vega, Cervantes, Tirso de Molina, Tennessee Williams i Arthur Miller. En la dècada dels seixanta va tenir participacions especials en pel·lícules com El último piso, amb Santiago Arrieta, i Gente conmigo, amb Milagros de la Vega, i va destacar en La fiaca, de Ricardo Talesnik, 1969. En aquesta dècada va començar a treballar en televisió en cicles com Romeo i Julieta, El amor tiene cara de mujer o Cuatro mujeres para Adán, entre d'altres.

### Teatre i televisió

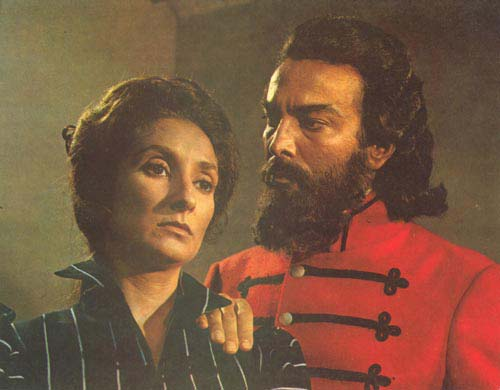
Aleandro al costat d'Alfredo Alcón en la pel·lícula de 1971, Güemes, la tierra en armas.

Durant la dècada del setanta va formar part del grup Gente de Teatro –o Clan Stivel– dirigit per David Stivel, actuant en el cicle televisiu Cosa juzgada amb llibres de Juan Carlos Gené i Martha Mercader, que entre 1969-72 va ser un dels programes clau de la televisió argentina d'aquests anys; el grup integrat per Bàrbara Mujica, Marilina Ross, Carlos Carella, Federico Luppi, Emilio Alfaro i Juan Carlos Gené va rebre premis i alts ratings d'audiència, a la qual cosa s'hi afegí el cicle humorístic Nosotros los villanos. El 1970 va dirigir Stivel el seu únic llargmetratge, Los herederos, el guió del qual va escriure al costat de Norma Aleandro, presentat en el Festival de Berlín.
El 1989 va ser convidada al programa Cordialmente, on la cantant i actriu Marilina Ross li dedica un tema compost per ella mateixa titulat Norma de vida. Va protagonitzar diverses pel·lícules al costat d'Alfredo Alcón, Julio De Grazia i Carlos Carella, com Güemes, la tierra en armas i No toquen a la nena. Amb una àmplia carrera teatral, va actuar a Becket, El círculo de tiza caucasiano, De rigurosa etiqueta, Mi querido mentiroso, La Piaf, i va fer televisió en cicles com La casa de los Medina, Alias Buen Mozo, Nosotros i La mujer en la multitud. El 8 de setembre de 2016, tornà al Teatre Maipo amb l'espectacle Pequeñas patriotas, juntament amb Adriana Aizemberg.

### Exili i retorn
Amenaçada per la Triple A, el 1975, Aleandro va haver d'exiliar-se primer a Uruguai, on va fer Medea, i després a Espanya, per la dictadura militar de l'Argentina, i allà va continuar la seva carrera amb films com Tobi i Las verdes praderas.
Després de sis anys, va tornar al país el 1981, per protagonitzar l'estrena mundial de l'obra teatral La señorita de Tacna, de Mario Vargas Llosa. Posteriorment va filmar La historia oficial, amb Héctor Alterio, per la qual va guanyar el premi a la Millor Actriu en els festivals internacionals de Cannes i Cartagena, també va obtenir esment en el festival de Chicago, premis d'associacions de crítics internacionals i va ser escollida millor actriu de 1985 per l'Asociación de Cronistas Cinematográficos de la Argentina.
Ella mateixa al costat de Jack Valenti van ser els presentadors de la categoria de millor pel·lícula estrangera en la cerimònia dels Premis Oscar de 1985, en la qual va resultar guanyadora La historia oficial. Va ser presentadora també al costat de Charlton Heston des del Teatre Colón de Buenos Aires en el lliurament internacional dels Premis Oscar de 1989.
Va actuar també a Hollywood al costat de Lee Remick, Anthony Hopkins i Liv Ullmann. Per la seva feina en el film estranger Gaby: A True Story va ser nominada a l'Oscar i al Globus d'Or a la millor actriu secundària.
Va participar en més de 40 pel·lícules, entre elles Operación Massacre, Los siete locos, La entrevista, Prohibido, El faro, entre d'altres. El 1990 va protagonitzar, dirigida per Alejandro Doria, Cien veces no debo, amb Luis Brandoni i Andrea del Boca, i després amb Federico Luppi Las tumbas. En aquesta dècada a més a més, va participar en un curtmetratge, en un film basat en un moment de la vida de Carlos Monzón i va protagonitzar Sol de otoño, per la qual va ser premiada com a millor actriu en els festivals internacionals de Sant Sebastià i l'Havana i va rebre per segona vegada el premi dels Cronistes.
El 1997 i 2012 va personificar Maria Callas en l'obra Master class.

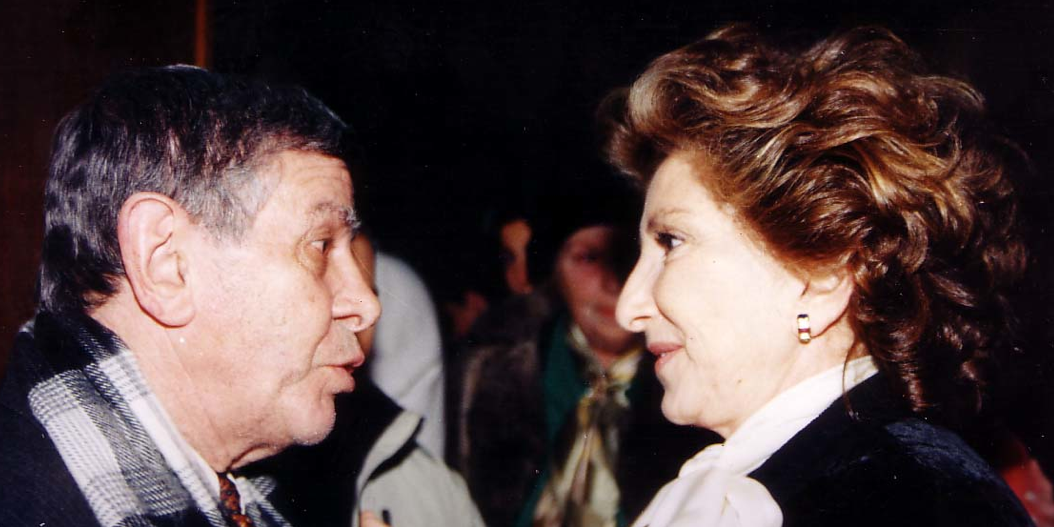
Norma al costat de Francisco Rinaldi, el 1998.

El 2001 va actuar juntament amb Ricardo Darín i Héctor Alterio a El hijo de la novia, que va ser un gran èxit, per la qual va rebre ella mateixa aquell any el Premi Konex de Brillante. Va protagonitzar els films Cleopatra, Seres estimados, Cama adentro, Identidad perdida, va compondre un personatge de veu a Patoruzito, la gran aventura, va actuar amb Natalia Oreiro i Diego Peretti en Música en espera i amb Alejandra Manzo i Leonor Manso a Anita.
El 2009 va protagonitzar l'obra teatral Agosto, amb Mercedes Morán. El 2012 apareix en la nova ficció de Pol-ka Producciones per a Canal 13 Lobo al costat de Gonzalo Heredia. A més, forma part de l'elenc d'En terapia, ficció de Canal 7 protagonitzada per Diego Peretti, Julieta Cardinali, Germán Palacios, Leonardo Sbaraglia, Dolores Fonzi i Ailín Sales. Hi interpreta el personatge de Lucía Aranda, supervisora de Guillermo.
El 2004 va ser designada com la primera presidenta de l'Acadèmia de les Arts i Ciències Cinematogràfiques de l'Argentina.
El 2014 va ser homenatjada a la Cambra de Diputats de la Nació Argentina per la seva trajectòria i mèrit; i va rebre un Doctorat Honoris causa per part de la Universidad Argentina de la Empresa.

## Vida privada
Va estar casada amb Oscar Ferrigno i el seu fill és l'actor Oscar Ferrigno (fill). També té un net, el músic Ivan Ferrigno. Des de 1982 la seva parella és el metge Eduardo Le Poole.

## Filmografia
Guionista:
- Los herederos (1970).

Actriu
- El último piso (1962).
- La muerte en las calles (1952)
- Gente conmigo (1965).
- La fiaca (1969).
- Los herederos (1970).
- Güemes, la tierra en armas (1971).
- Operación Masacre (1972).
- Los siete locos (1973).
- La tregua (1974).
- Nosotros (1975).
- Las sorpresas (1975).
- No toquen a la nena (1976).
- Tobi (1978).
- Las verdes praderas (1979).
- La historia oficial (1985).
- Gaby: a True Story (1987).
- La entrevista (curt - 1988).
- Cien veces no debo (1990).
- Vital Signs (1990).
- Cousins (1989).
- Las tumbas (1991).
- Vértigos (corto - 1993).
- Facundo, la sombra del tigre (1995).
- Sol de otoño (1996).
- Carlos Monzón, el segundo juicio (1996).
- Prohibido (1997).
- Corazón iluminado (1998).
- El faro (1998).
- Una noche con Sabrina Love (2000).
- Todas las azafatas van al cielo (2001).
- El hijo de la novia (2001).
- La fuga (2001).
- Cleopatra (2003).
- Cama adentro (2004).
- Seres queridos (2004).
- 18-J (2004).
- Ay, Juancito (2004).
- Gardel: El hombre y el mito (2005).
- Identidad perdida (corto - 2005).
- Pura sangre (2006).
- Cuestión de principios (2009).
- Andrés no quiere dormir la siesta (2009).
- Anita (2009).
- Música en espera (2009).
- Paco (2009).
- Familia para armar (2010).
- La suerte en tus manos (2011).
- En terapia  (2012).
- Lobo (2012).
- El espejo de los otros (2015).
- Angelita, la doctora (2016).
- Los ricos no piden permiso (2016).
- La valija de Benavídez  (2017).
- El jardín de bronce  (2017).

Veu
- Patoruzito, la gran aventura (2006)

## Premis i nominacions

### Premis de Cinema

#### Premis Oscar
| Any  | Categoria                           | Treball Nominat    | Resultat |
| ---- | ----------------------------------- | ------------------ | -------- |
| 1987 | Oscar a la millor actriu secundària | Gaby: A True Story | Nominada |

#### Premis Globus d'Or
| Any  | Categoria                                 | Treball Nominat    | Resultat |
| ---- | ----------------------------------------- | ------------------ | -------- |
| 1987 | Globus d'Or a la millor actriu secundària | Gaby: A True Story | Nominada |

#### Premis Còndor de Plata
| Any  | Categoria                        | Treball Nominat                  | Resultat   |
| ---- | -------------------------------- | -------------------------------- | ---------- |
| 1986 | Millor actriu                    | La historia oficial              | Guanyadora |
| 1991 | Millor actriu                    | Cien veces no debo               | Nominada   |
| 1997 | Millor actriu                    | Sol de otoño                     | Guanyadora |
| 2002 | Millor actriu secundària         | El hijo de la novia              | Guanyadora |
| 2004 | Millor actriu                    | Cleopatra                        | Nominada   |
| 2006 | Millor actriu                    | Cama adentro                     | Nominada   |
| 2010 | Millor actriu secundària         | Anita                            | Nominada   |
| 2016 | Còndor de Plata a la Trajectòria | Còndor de Plata a la Trajectòria | Guanyadora |

#### Premi David di Donatello
| Any  | Categoria                | Treball Nominat     | Resultat   |
| ---- | ------------------------ | ------------------- | ---------- |
| 1987 | Millor actriu estrangera | La historia oficial | Guanyadora |

#### New York Film Critics Circle Awards
| Any  | Categoria     | Treball Nominat     | Resultat   |
| ---- | ------------- | ------------------- | ---------- |
| 1985 | Millor actriu | La historia oficial | Guanyadora |

#### Premi Sant Jordi
| Any  | Categoria                | Treball Nominat     | Resultat |
| ---- | ------------------------ | ------------------- | -------- |
| 1987 | Millor actriu estrangera | La historia oficial | Nominada |

#### Premis ACE (Nova York)
| Any  | Categoria                    | Treball Nominat     | Resultat   |
| ---- | ---------------------------- | ------------------- | ---------- |
| 1986 | Millor actriu                | La historia oficial | Guanyadora |
| 2006 | Millor actriu característica | Cama adentro        | Guanyadora |

### Festivals de Cinema

#### Festival de Cannes
| Any  | Categoria     | Treball Nominat     | Resultat   |
| ---- | ------------- | ------------------- | ---------- |
| 1985 | Millor actriu | La historia oficial | Guanyadora |

#### Festival Internacional de Cinema de Sant Sebastià
| Any  | Categoria                             | Treball Nominat | Resultat   |
| ---- | ------------------------------------- | --------------- | ---------- |
| 1996 | Conquilla de Plata a la millor actriu | Sol de otoño    | Guanyadora |

#### Festival de Cinema de l'Havana
| Any  | Categoria     | Treball Nominat | Resultat   |
| ---- | ------------- | --------------- | ---------- |
| 1996 | Millor actriu | Sol de otoño    | Guanyadora |

#### Festival de Cinema de Cartagena
| Any  | Categoria     | Treball Nominat     | Resultat   |
| ---- | ------------- | ------------------- | ---------- |
| 1985 | Millor actriu | La historia oficial | Guanyadora |

#### Festival de Cinema de Viña del Mar
| Any  | Categoria                | Treball Nominat     | Resultat   |
| ---- | ------------------------ | ------------------- | ---------- |
| 2001 | Millor actriu secundària | El hijo de la novia | Guanyadora |

#### Mostra de Cinema Llatinoamericà de Catalunya
| Any  | Categoria     | Treball Nominat | Resultat   |
| ---- | ------------- | --------------- | ---------- |
| 2006 | Millor actriu | Cama adentro    | Guanyadora |

### Premis de Televisió

#### Premis Martín Fierro
| Any  | Categoria                  | Treball Nominat | Resultat |
| ---- | -------------------------- | --------------- | -------- |
| 1964 | Millor actriu dramàtica    |                 | Nominada |
| 1964 | Millor actriu secundària   | Guanyadora      |          |
| 1966 | Millor actriu protagonista | Guanyadora      |          |
| 1968 | Millor actriu dramàtica    | Guanyadora      |          |
| 1969 | Millor actriu dramàtica    | Guanyadora      |          |
| 1971 | Millor actriu dramàtica    | Nominada        |          |
| 1972 | Millor actriu dramàtica    | Nominada        |          |
| 1973 | Millor actriu protagonista | Guanyadora      |          |
| 1975 | Millor actriu protagonista | Guanyadora      |          |
| 2001 | Millor actuació especial   | Tiempo final    | Nominada |
| 2002 | Millor actuació especial   | Tiempo final    | Nominada |
| 2012 | Millor actriu secundària   | En terapia      | Nominada |
| 2013 | Millor actriu secundària   | En terapia      | Nominada |

#### Premis Tato
| Any  | Categoria                      | Treball Nominat | Resultat   |
| ---- | ------------------------------ | --------------- | ---------- |
| 2012 | Millor actriu en ficció diària | En terapia      | Nominada   |
| 2013 | Millor actriu en ficció diària | En terapia      | Guanyadora |

### Premis de Teatre

#### Premis ACE
| Any  | Categoria                | Treball Nominat        | Resultat   |
| ---- | ------------------------ | ---------------------- | ---------- |
| 1992 | Millor actriu de comèdia | Las pequeñas patriotas | Guanyadora |
| 1996 | Premi ACE d'Or           | Master Class           | Guanyadora |
| 2009 | Millor actriu dramàtica  | Agosto                 | Guanyadora |

#### Premis Obie
| Any  | Categoria     | Treball Nominat | Resultat   |
| ---- | ------------- | --------------- | ---------- |
| 1986 | Millor actriu | Sobre el amor   | Guanyadora |